# Porto di Stoccarda
Il porto di Stoccarda (in tedesco: Stuttgarter Hafen) è il porto commerciale di Stoccarda.
Il porto è un importante nodo di scambio commerciale del Baden-Württemberg e della regione di Stoccarda.
Nel 2015 circa 3,539 milioni di tonnellate di merci passarono per il porto tra cui soprattutto materiali da costruzione nonche ferro e acciaio.

## Storia
Il porto di Stoccarda venne costruito tra il 1954 e il 1958 ad un costo complessivo di 80 milioni di marchi e inaugurato il 31 marzo 1958 da Theodor Heuss in persona, all'epoca presidente della Germania.

## Area e infrastrutture
Il porto copre un'area di 99 ha ed è composto da tre bacini. Le infrastrutture comprendono 33 km di ferrovie, 7,5 km di strade e 37 gru nonche un impianto per il carico e scarico di petrolio grezzo.

## Aziende
Oltre 50 aziende hanno la propria sede centrale al porto di Stoccarda o vi gestiscono una filiale, tra cui:
| Società                                                     |
| ----------------------------------------------------------- |
| ALBA Metall Süd GmbH                                        |
| ALBA Stuttgart GmbH                                         |
| Architekten Fuchs Wacker bda                                |
| DP World                                                    |
| DUSS-Terminal Stuttgart Hafen                               |
| Eisen und Metall GmbH                                       |
| Falk Adler GmbH & Co. KG                                    |
| Heinrich Mertz Kies- und Sandwerke GmbH & Co. KG            |
| HIM GmbH                                                    |
| Jörger GmbH                                                 |
| Kohler GmbH                                                 |
| L.W. Cretschmar GmbH & Co. KG                               |
| Neckar Getreide und Futtermittel Speditionsgesellschaft mbH |
| Panopa Logistik GmbH                                        |
| Paul v. Maur GmbH                                           |
| ProMetall GmbH                                              |
| Reederei Schwaben GmbH                                      |
| Rhenus Port Logistics Stuttgart GmbH & Co. KG               |
| Rhenus SE & Co. KG                                          |
| Scholpp Holding GmbH                                        |
| Scholpp Kran & Transport GmbH                               |
| Speicherei Stuttgart GmbH                                   |
| Stahlbau Heil GmbH                                          |
| ThyssenKrupp Real Estate GmbH                               |
| ThyssenKrupp Stahl-Service-Center GmbH                      |
| TLS Tanklager Stuttgart GmbH                                |
| Walz Elektro Factory GmbH                                   |